# Phunoi jezici
Phunoi jezici (4): jezici lolo-burmanske skupine koji čine podskupinu južnih lolo jezika. Ima četiri predstavnika: côông [cnc], 2,000 (2002 J. Edmondson); mpi [mpz], 900 (Nahhas 2005); phunoi [pho], 35.600 in Laos (1995 census); pyen [pyy], 800 (Wurm and Hattori 1981).
Prije je u nju bio klasificiran je bisu jezik, koji je danas podijeljen na dva jezika Bisu [bzi] i laomian [lwm] i smješen u novu jezičnu skupinu ngwi.

## Vanjske poveznice
- Ethnologue (14th)
- Ethnologue (15th)